# Автошлях B27 (Німеччина)
Федеральний автошлях 27 (B27, нім. Bundesstraße 27)  — німецький федеральний шлях пролягає від Бланкенбурга в горах Гарц через Геттінген, Фульду, Вюрцбург, Таубербішофсгайм, Мосбах, Хайльбронн, Штутгарт, Тюбінген, Балінген і Філлінген-Швеннінген до швейцарського кордону біля Лоттштеттена. B27 — це ділянка європейського маршруту 531 Оффенбург — Бад-Дюрргайм між Бад-Дюрхаймом (перехрестя B 33) і трикутником Донауешинген (A864).
Загальна довжина B27 становить 673 км, з яких 362 км на першій ділянці між Бланкенбургом і Вюрцбургом, 303 км на другій ділянці між Таубербішофсгаймом і швейцарським кордоном біля Нойгауза-ам-Рандена і 8 км на останній ділянці так званий Jestetter Zipfel між Альтенбургом і Лотштеттеном опущені. Ділянка B27 між Вюрцбургом і Таубербішофсхаймом, замінена федеральним автобаном 81, становить 21 км. Усі відстані приблизні.